# Wilhelm Speidel
Pour les articles homonymes, voir Wilhelm Speidel (homonymie).
Wilhelm Speidel, né le 8 juillet 1895 à Metzingen (royaume de Wurtemberg) et mort le 3 juin 1970 à Nürtingen (Allemagne), est un général allemand.
Il est le frère aîné du général Hans Speidel.

## Biographie

### Wehrmacht et emploi pendant la Seconde Guerre mondiale
Un mois après sa promotion au grade de major le 1er octobre 1933, Wilhelm Speidel rejoint la Luftwaffe, poursuivant son utilisation comme point de référence au ministère. Du 1er mars au 30 juin, Speidel fait partie de l'état-major de la Luftwaffe et prend la relève en tant que commandant du groupe aérien à l'aéroport militaire de Giebelstadt.
En tant que lieutenant-colonel (à partir du 1er septembre 1935), il devient chef d'état-major du 3e district d'aviation à Dresde le 1er avril 1936, et c'est à ce titre qu'il est promu colonel le 1er octobre 1937. Cette promotion est suivie de la nomination comme chef d'état-major du commandement du 1er groupe de la Luftwaffe. Il maintient cette fonction même après la restructuration de la flotte aérienne (Luftflotte) n. 1 du 1er février 1939.
Après le début de la Seconde Guerre mondiale, il est promu général de division le 22 septembre 1939, et du 1er janvier au 9 octobre 1940, il est chef d'état-major de la flotte aérienne no. 2. En tant que lieutenant général (à partir du 19 juillet 1940), il devient commandant adjoint de la mission aérienne en Roumanie et à partir du 1er janvier 1942, il devient General der Flieger. Du 15 juin au 10 septembre 1942, il se retrouve dans la réserve en attente des postes de commandement. Il est alors nommé commandant général du sud de la Grèce et le 8 septembre 1943, il devient commandant militaire de la totalité de la Grèce. À cette époque, de nombreux crimes de guerre commencent, dont Speidel est également responsable. L'un d'eux est le massacre de Kalávryta, pour lequel, selon un communiqué de Speidel du 31 décembre 1943, 758 civils sont abattus. Le 27 avril 1944, il est remplacé et un nouveau transfert à la réserve. Du 10 septembre 1944 au 22 janvier 1945, il sert comme commandant de l'état-major de liaison du Commandement suprême de la Luftwaffe du Sud-Est. Enfin, il est de nouveau brièvement affecté à la réserve et le 14 mars 1945, il est nommé commandant général du III Hunters Commando.

### Période d'après-guerre
Avec la reddition inconditionnelle de la Wehrmacht le 8 mai 1945, Speidel se retrouve prisonnier de guerre des Américains.
Les Alliés accusent Speidel dans le procès des généraux d'Europe du Sud-Est pour leur rôle pendant l'occupation de la Grèce. Speidel était défendu par Joseph Weisgerber, assisté d'Erich Bergler. Weisgerber avait déjà acquis de l'expérience dans le procès des médecins, défendant Wolfram Sievers. Speidel est condamné le 19 février 1948 à vingt ans de prison pour crimes de guerre. Au cours de l'intense controverse sur le réarmement de l'Allemagne fédérale à la suite du déclenchement, à l'été 1950, de la guerre de Corée, le haut-commissaire John McCloy, sur proposition de David W. Peck, membre du Conseil pour la clémence envers les criminels de guerre, transforme le 31 janvier 1951 la condamnation de Speidel en une peine de prison déjà purgée. Le 3 février 1951, Speidel, ainsi que 32 autres personnes emprisonnées à la prison de Landsberg pour criminels de guerre, sont libérés.